# Mieczysław Miłosz
Mieczysław Miłosz (ur. 16 marca 1926 w Toruniu, zm. 17 września 1963 w Bronisławowie) – porucznik pilot Wojska Polskiego, cywilny pilot doświadczalny oraz instruktor lotniczy.

## Życiorys
Syn Władysława, oblatywacza i wieloletniego instruktora pilotażu w Szkole Orląt w Dęblinie oraz żołnierza Polskich Sił Powietrznych w Wielkiej Brytanii. Od 15 listopada 1944 roku służył w ludowym Wojsku Polskim, 1 stycznia 1945 otrzymał przydział do lotnictwa i 20 czerwca ukończył Oficerską Szkołę Lotniczą w Dęblinie. Został przydzielony do 1 pułku lotnictwa myśliwskiego „Warszawa” w Modlinie. W trakcie służby wykazał się wysokimi umiejętnościami, awansował na stanowisko zastępcy dowódcy eskadry. 7 września 1947 r. w Warszawie wykonał wspólnie z kpt. Edwardem Chromym pokazową walkę powietrzną z okazji Święta Lotnictwa Polskiego. W maju 1949 roku zdał maturę i odszedł z wojska w stopniu porucznika, ponieważ zataił przeszłość swojego ojca. W czasie służby wojskowej wylatał ok. tysiąca godzin na samolotach: UT-2, Jak-7, Jak-9, i Po-2.
Po przeszkoleniu w Dajtkach pod Olsztynem został zatrudniony na stanowisku instruktora pilotażu w Aeroklubie Podkarpackim w Krośnie. W tym samym roku nabył uprawnienie pilota doświadczalnego II kl. Wspólnie z Andrzejem Abłamowiczem zapoczątkował nocne loty w Aeroklubie Podkarpackim. Od grudnia 1949 roku został zatrudniony w WSK Mielec w charakterze pilota-oblatywacza produkowanych i remontowanych tam samolotów. Dokonał oblotu ostatniego zbudowanego w Mielcu CSS-13 i pierwszego LWD Junak-2.
W 1952 roku związał się z PZL Okęcie, gdzie nabył uprawnienie pilota doświadczalnego I kl. i oblatał następujące samoloty: 
- Jak-12A (seryjne egzemplarze),
- TS-8 „Bies” (seryjne egzemplarze)

oraz prototypów: 
- PZL-102 Kos (w tym dziewiczy lot),
- PZL-104 Wilga (w tym dziewiczy lot),
- MD-12 (badania prototypu),
- PZL-101 Gawron (badania pierwszego i drugiego prototypu).

W 1954 roku rozpoczął studia na Wydziale Mechanicznym Wieczorowej Szkoły Inżynierskiej przy Politechnice Warszawskiej. W 1959 roku uzyskał przeszkolenie na samolotach odrzutowych (Lim-2, Lim-5) i w 1961 roku brał udział w badaniach w locie samolotu odrzutowego TS-11 „Iskra”.
Do przedwczesnej śmierci wylatał 4200 godzin na 30 typach samolotów. Zginął śmiercią lotnika w katastrofie lotniczej - podczas badań w locie samolotu MD-12 17 września 1963 roku. Pełnił wówczas funkcję pierwszego pilota.